# Wim van Nuenen
Wilhelmus Cornelis Maria (Wim) van Nuenen (Veldhoven en Meerveldhoven, 11 augustus 1918 – Bladel, 7 mei 2000) was een Nederlands politicus.
Hij was rond 1970 wethouder in Veldhoven en in mei 1975 volgde zijn benoeming tot burgemeester van de gemeenten Riethoven en Westerhoven. In september 1983 ging Van Nuenen met pensioen en in 2000 overleed hij op 81-jarige leeftijd.